# بی‌باک (فیلم ۲۰۰۳)
دردویل (به انگلیسی: Daredevil) یک فیلم ابرقهرمانی محصول سال ۲۰۰۳ به کارگردانی و نویسندگی مارک استیون جانسون است که بر اساس شخصیتی به همین نام از کمپانی مارول کامیکس ساخته شده است. در این فیلم بازیگرانی همچون بن افلک در نقش مت مورداک / دردویل، جنیفر گارنر در نقش الکترا ناچیوس، کالین فارل در نقش بولزآی، جان فاورو، جو پانتولیانو و مایکل کلارک دانکن ایفای نقش می‌کنند.

## داستان
مت مورداک یک وکیل نابینا بوده که در نیویورک سیتی، هلزکیچن زندگی می‌کند و با دوست خود فرانکلین فاگی نلسون شرکتی راه‌اندازی کرده‌اند و فقط از مردم بیگناه دفاع می‌کنند.
مت در دوران کودکی هنگامی که متوجه شد پدرش که یک بوکسور به نام دویل بود از مردم اخاذی می‌کند شروع به فرار کردن کرد و هنگام دویدن به طور اتفاقی توسط پاشیدن زباله‌های سمی به روی چشمانش، نابینا شد.

## بازیگران
- بن افلک در نقش مت مورداک / دردویل
- جنیفر گارنر در نقش الکترا ناچیوس
- کالین فارل در نقش بولزآی
- مایکل کلارک دانکن در نقش ویلسون فیسک / کینگ‌پین
- جو پانتولیانو در نقش بن یوریچ
- جان فاورو در نقش فرانکلین فاگی نلسون
- دیوید کیت در نقش جک مرداک
- لیلند ارسر در نقش وسلی آون
- الن پومپئو کرین پیج